# Пельтигера пухирчаста
Пельтигера пухирчаста (Peltigera aphthosa) — вид лишайників родини пельтигерові (Peltigeraceae). Назва вперше опублікована 1787 року.

## Назва
В англійській мові має назву «зелений собачий лишайник» (англ. green dog lichen).

## Будова
Талом блакитно-світло-зелений, у вологому стані яскраво зелений, великий, довжина окремих лопатей досягає 11 см з численними бородавчастими цефалодіями на поверхі. Нижня поверхня рожева, до центру темніюча, з широкими неясними чорнуватими жилками, що зливаються.

## Поширення та середовище існування
Зростає на ґрунті, на покритих мохом каміннях, повалених стовбурах дерев, у лісах, луках.

## Галерея

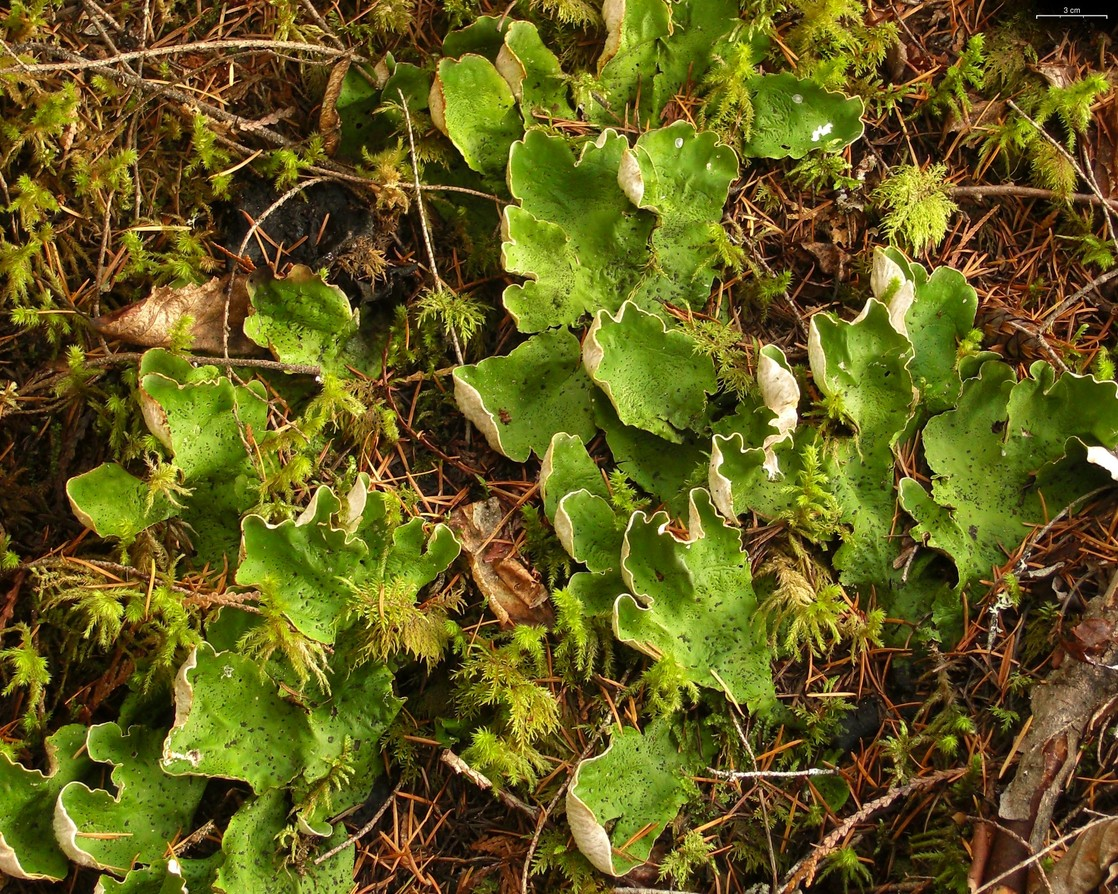
Зовнішній вигляд
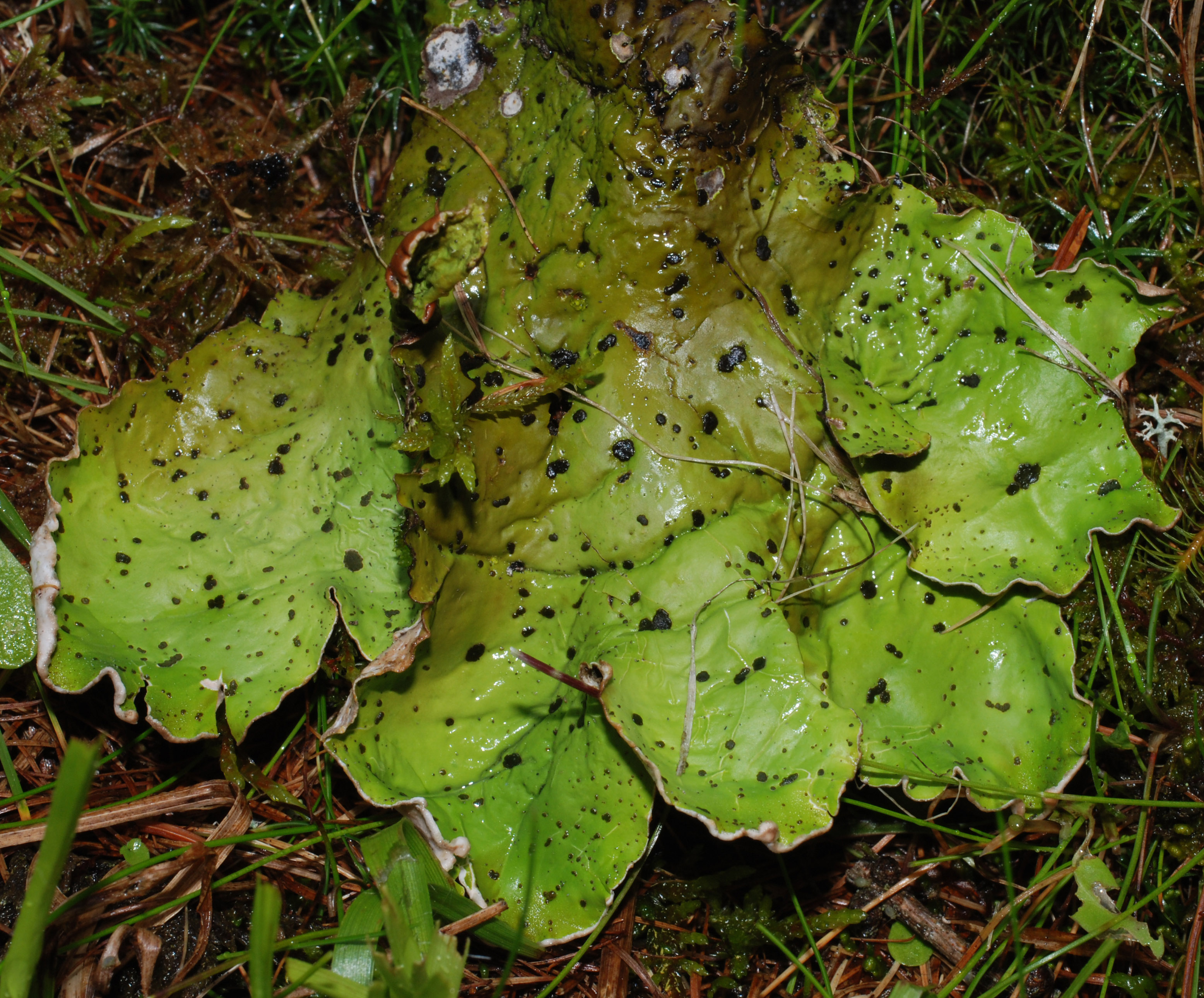
Зовнішній вигляд
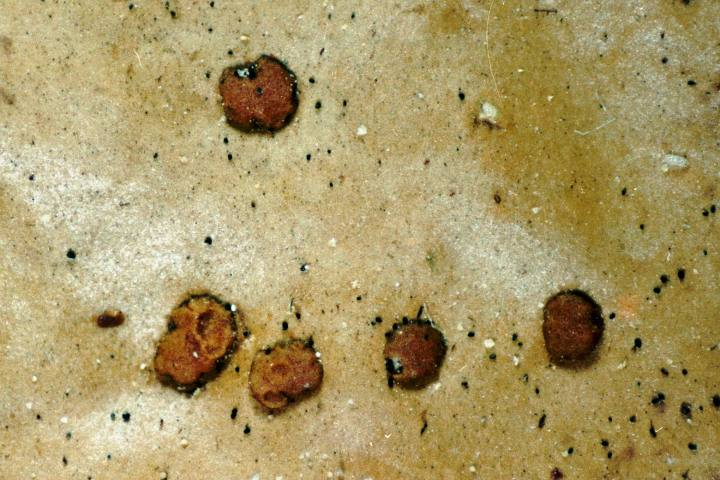
Цефалодії